# Aniconismo nell'islam

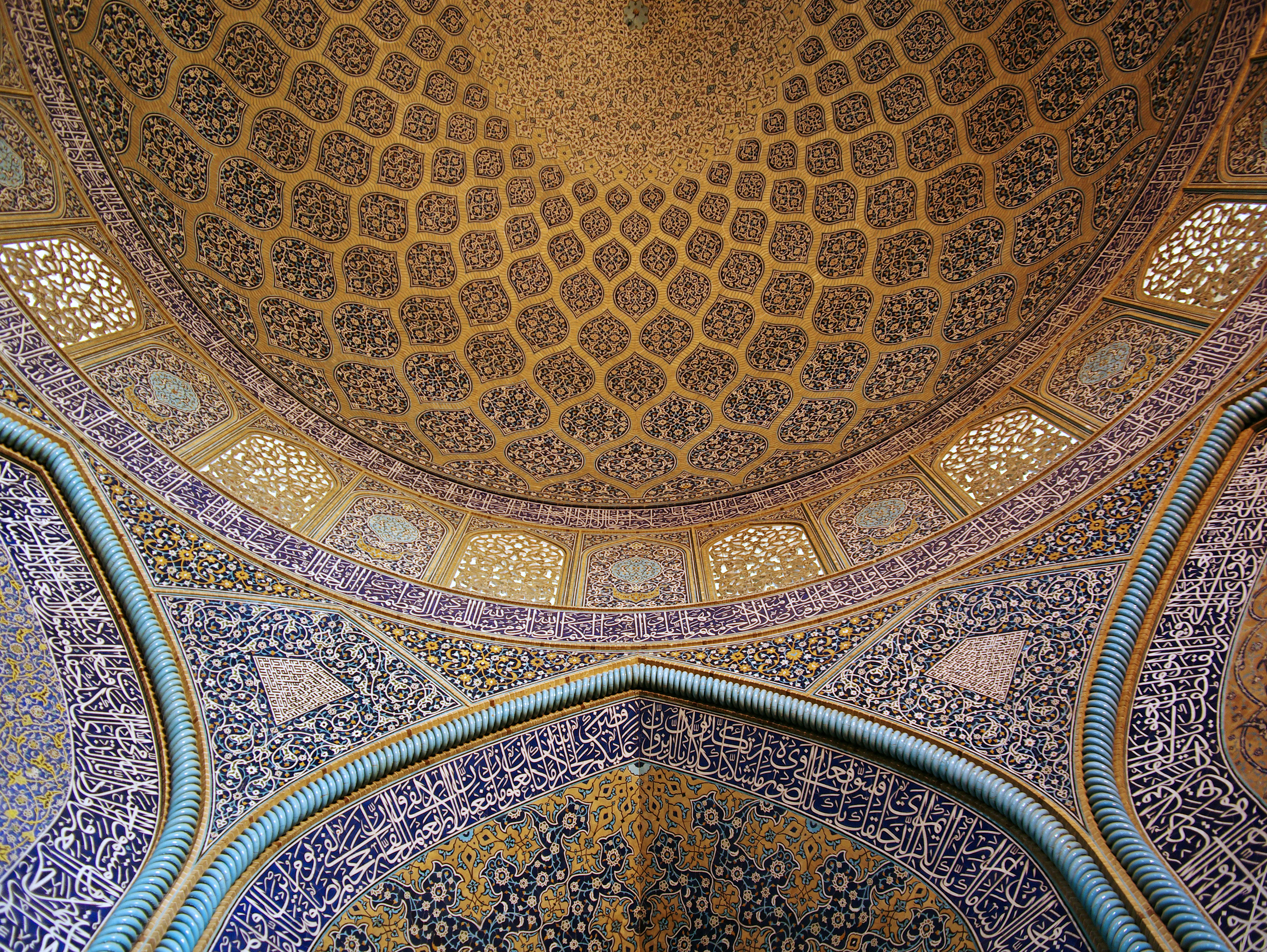
Interno della Moschea dello sceicco Lotfollah a Esfahan in Iran

L'aniconismo nell'islam è l'assenza di immagini di esseri senzienti in alcune forme di arte islamica. L'aniconismo islamico deriva in parte dal divieto di idolatria e in parte dalla convinzione che la creazione di forme viventi sia una prerogativa di Allah. Sebbene il Corano non proibisca esplicitamente la rappresentazione visiva di alcun essere vivente, usa la parola musawwir (creatore di forme, artista) come epiteto di Dio. Il corpus di hadith (detti attribuiti al profeta islamico Maometto) contiene divieti più espliciti alle immagini di esseri viventi, sfidando i pittori a "respirare la vita" nelle loro immagini e minacciandoli di punizione nel Giorno del Giudizio. I musulmani hanno interpretato questi divieti in modi diversi in tempi e luoghi diversi. L'arte islamica religiosa è stata tipicamente caratterizzata dall'assenza di figure e dall'ampio uso di motivi floreali calligrafici, geometrici e astratti. 
Tuttavia, rappresentazioni di Maometto (in alcuni casi, con la faccia nascosta) e di altre figure religiose si trovano in alcuni manoscritti provenienti da terre ad est dell'Anatolia, come la Persia e l'India. Queste immagini avevano lo scopo di illustrare la storia e non di violare il divieto islamico di idolatria, ma molti musulmani considerano proibite tali immagini. Nell'arte profana del mondo musulmano, le rappresentazioni di forme umane e animali storicamente fiorirono in quasi tutte le culture islamiche, sebbene, in parte a causa di sentimenti religiosi opposti, le figure nei dipinti fossero spesso stilizzate, dando origine a una varietà di disegni figurali decorativi. Vi furono episodi di distruzione iconoclasta dell'arte figurativa, come il decreto del califfo omayyade Yazid II del 721 che ordinava la distruzione di tutte le immagini rappresentative nel suo regno. Un certo numero di storici ha visto un'influenza islamica sul movimento iconoclasta bizantino dell'VIII secolo, anche se altri lo considerano una leggenda nata in epoca successiva.

## Punti di vista teologici
Il Corano, il libro sacro islamico, non proibisce esplicitamente la rappresentazione di figure umane; condanna semplicemente l'idolatria. Interdizioni di rappresentazione figurativa sono presenti negli hadith, in una dozzina di essi registrati durante l'ultima parte del periodo in cui venivano scritti. Poiché questi hadith sono legati a eventi particolari nella vita del profeta islamico Maometto, devono essere interpretati per essere applicati in modo generale. 
Gli esegeti sunniti di tafsir, dal IX secolo in poi, hanno sempre più visto in loro divieti categorici contro la riproduzione e l'uso di qualsiasi rappresentazione di esseri viventi. Esistono variazioni tra il Madhhab religioso (scuole) e marcate differenze tra i diversi rami dell'Islam. L'aniconismo è comune tra le sette fondamentaliste e sunnite come salafiti e wahabiti (che sono anche spesso iconoclaste), e meno prevalente tra movimenti liberali all'interno dell'Islam. Gli ordini sciiti e mistici hanno anche opinioni meno rigorose sull'aniconismo. A livello individuale, se i musulmani credano o meno nell'aniconismo può dipendere da quanta credibilità viene data agli hadith e da quanto siano liberali o severi nella pratica religiosa. 
L'aniconismo nell'Islam non si occupa solo dell'immagine materiale, ma tocca anche le rappresentazioni mentali. È una questione problematica, discussa dai primi teologi, su come descrivere Allah, Maometto e altri profeti e se è consentito farlo. Dio è di solito rappresentato da attributi immateriali, come "santo" o "misericordioso", comunemente noto dai suoi " Novantanove nomi". L'aspetto fisico di Maometto, tuttavia, è ampiamente descritto, in particolare nelle tradizioni della sua vita e nelle opere registrate nelle biografie conosciute come Sirah Rasul Allah. Non meno interessante è la validità degli avvistamenti di personaggi santi realizzati durante i sogni. 
Titus Burckhardt riassume il ruolo dell'aniconismo nell'estetica islamica come segue:
 L'assenza di icone nell'Islam non ha solo un ruolo negativo, ma anche positivo. Escludendo tutte le immagini antropomorfe, almeno all'interno del regno religioso, l'arte islamica aiuta l'uomo a essere completamente se stesso. Invece di proiettare la sua anima fuori di sé, può rimanere nel suo centro ontologico dove è sia il vicereggente (khalîfa) sia lo schiavo ('abd) di Allah. L'arte islamica, nel suo insieme, mira a creare un ambiente che aiuti l'uomo a realizzare la sua dignità primordiale; evita quindi tutto ciò che potrebbe essere un "idolo", anche in modo relativo e provvisorio. Nulla deve stare tra l'uomo e la presenza invisibile di Allah. Così l'arte islamica crea un vuoto; elimina infatti tutti i tumulti e le suggestioni appassionate del mondo, e al loro posto crea un ordine che esprime equilibrio, serenità e pace. 

## In pratica

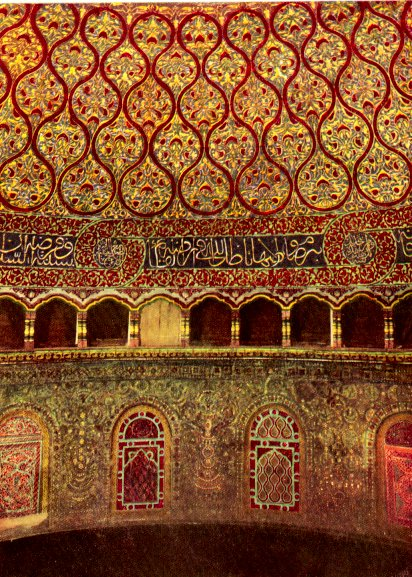
Interno della Cupola della Roccia, Gerusalemme

### Nucleo religioso
In pratica, il nucleo della religione normativa nell'Islam è costantemente aniconico. La sua incarnazione sono spazi come la moschea e oggetti come il Corano o l'abito bianco dei pellegrini che entrano a La Mecca, privati di immagini figurative. Altre sfere della religione (misticismo, pietà popolare, livello privato) mostrano a questo proposito una notevole variabilità. L'aniconismo in contesti profani è ancora più fluttuante. In generale, l'aniconismo nelle società islamiche è limitato, nei tempi moderni, a specifici contesti religiosi. In passato, veniva applicato solo in alcuni periodi e luoghi.

### Passato
La rappresentazione degli esseri viventi nell'arte islamica non è solo un fenomeno moderno o dovuto alla tecnologia attuale, dell'occidentalizzazione o del culto della personalità. Affreschi e rilievi di esseri umani e animali adornavano i palazzi dell'era omayyade, come sulla famosa facciata Mshatta ora a Berlino. Le miniature figurative nei libri si registrano più tardi nella maggior parte dei paesi islamici, ma un po' meno nelle aree di lingua araba. La figura umana è al centro della miniatura persiana e di altre tradizioni come la miniatura ottomana e la pittura moghul, e rappresenta una buona parte dell'attrattiva dell'arte islamica per i non musulmani. La tradizione della miniatura persiana iniziò quando i regnanti erano sunniti, ma continuò anche dopo che la dinastia sciita dei Safavidi prese il potere. Lo scià Tahmasp I di Persia iniziò come appassionato mecenate e artista dilettante, ma si voltò contro la pittura e altre attività proibite dopo una crisi religiosa di mezza età. Dal XIII al XVII secolo, raffigurazioni di Maometto, le ultime di solito velate, e di altri profeti o personaggi biblici, come Adamo, Abramo o Gesù,, Salomone e Alessandro Magno (spesso identificato come Dhul-Qarnayn, una figura del Corano), divennero comuni nei manoscritti miniati di Persia, India e Turchia. Rarità estreme sono un Corano illustrato che raffigura Maometto e, in un manoscritto musulmano spagnolo del XVI secolo, cinque califfi omayyadi e abbasidi. Iblis (il diavolo) è presente anche in vari manoscritti miniati. Il divieto di rappresentare Dio è, per quanto è noto, rimasto assoluto in ogni momento. 

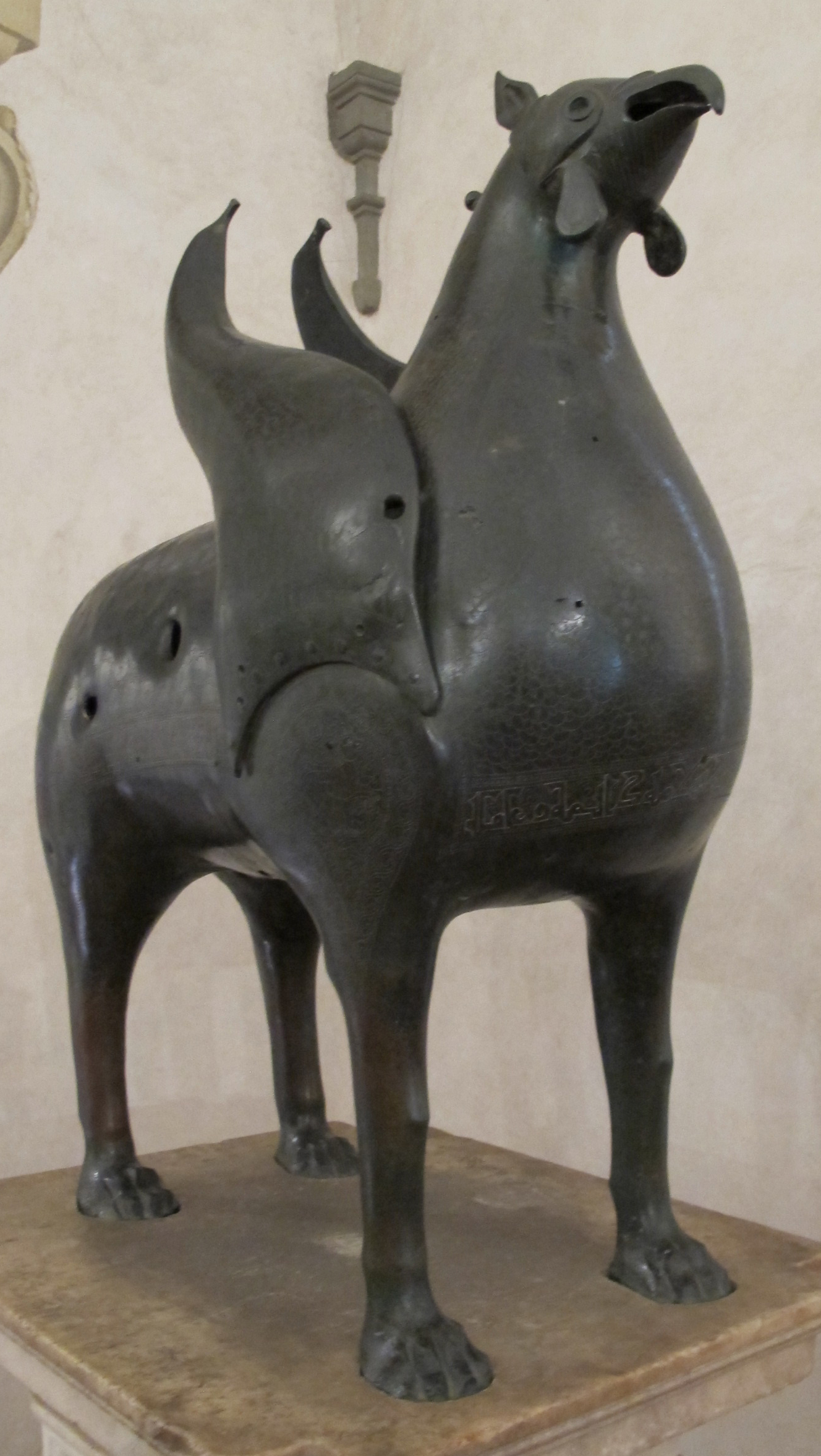
Il Grifone di Pisa, probabilmente creato nell'XI secolo ad Al-Andalus, è la più grande scultura figurativa islamica sopravvissuta.

La prevenzione dell'idolatria è la principale preoccupazione delle restrizioni alle immagini e la forma tradizionale per l'immagine di culto religioso, la scultura indipendente, è estremamente rara e non ci sono grandi esempi di umani. Il grifone di Pisa, una creatura leggendaria progettata per gettare acqua dalla bocca per una fontana, è l'esempio più grande, alto circa 90 cm in bronzo, e probabilmente sopravvive solo perché fu preso come bottino dalla città di Pisa nel Medioevo. Come i famosi leoni che sostengono una fontana dell'Alhambra, probabilmente proveniva da Al-Andalus, una delle regioni di lingua araba più rilassate in questo senso. Il grifone e i leoni non possono essere facilmente considerati come potenziali idoli, data la loro posizione sottomessa (e la mancanza di religioni che adorassero i leoni o i grifoni), e lo stesso vale per le piccole figure decorative in rilievo su oggetti in metallo o le figure dipinte su ceramica islamica, le quali sono entrambe relativamente comuni. In particolare, le scene di caccia con esseri umani e animali erano popolari e presumibilmente considerate non aventi funzione religiosa. Le figure in miniatura erano, fino alla fine del XVI secolo, sempre numerose in ogni immagine, piccole (in genere solo 2,5 o 5 cm), e mostravano le figure centrali all'incirca delle stesse dimensioni degli addetti e dei servitori che di solito erano mostrati, deviando così potenziali accuse di idolatria. I libri illustrati erano spesso i classici della poesia persiana e cronache storiche.
Gli hadith mostrano alcune concessioni per il contesto, come per le bambole, e condannano fortemente i creatori piuttosto che i proprietari delle immagini. Una lunga tradizione di prefazioni a muraqqa cercava di giustificare la creazione di immagini senza essere coinvolti nelle discussioni sui testi specifici, usando argomenti come il confronto tra Dio e un artista.
La pittura in miniatura era per lo più patrocinata dai circoli di corte ed era una forma d'arte privata; il proprietario sceglieva a chi mostrare un libro o muraqqa (album). Ma dipinti murali con grandi figure furono trovati nel primo Islam, o nella Persia safavide o successiva, specialmente dal XVII secolo, ma erano sempre rari nel mondo di lingua araba. Tali dipinti si trovano anche in palazzi privati; esempi in edifici pubblici sono rari anche se non sconosciuti; in Iran ce ne sono anche alcuni nelle moschee. 

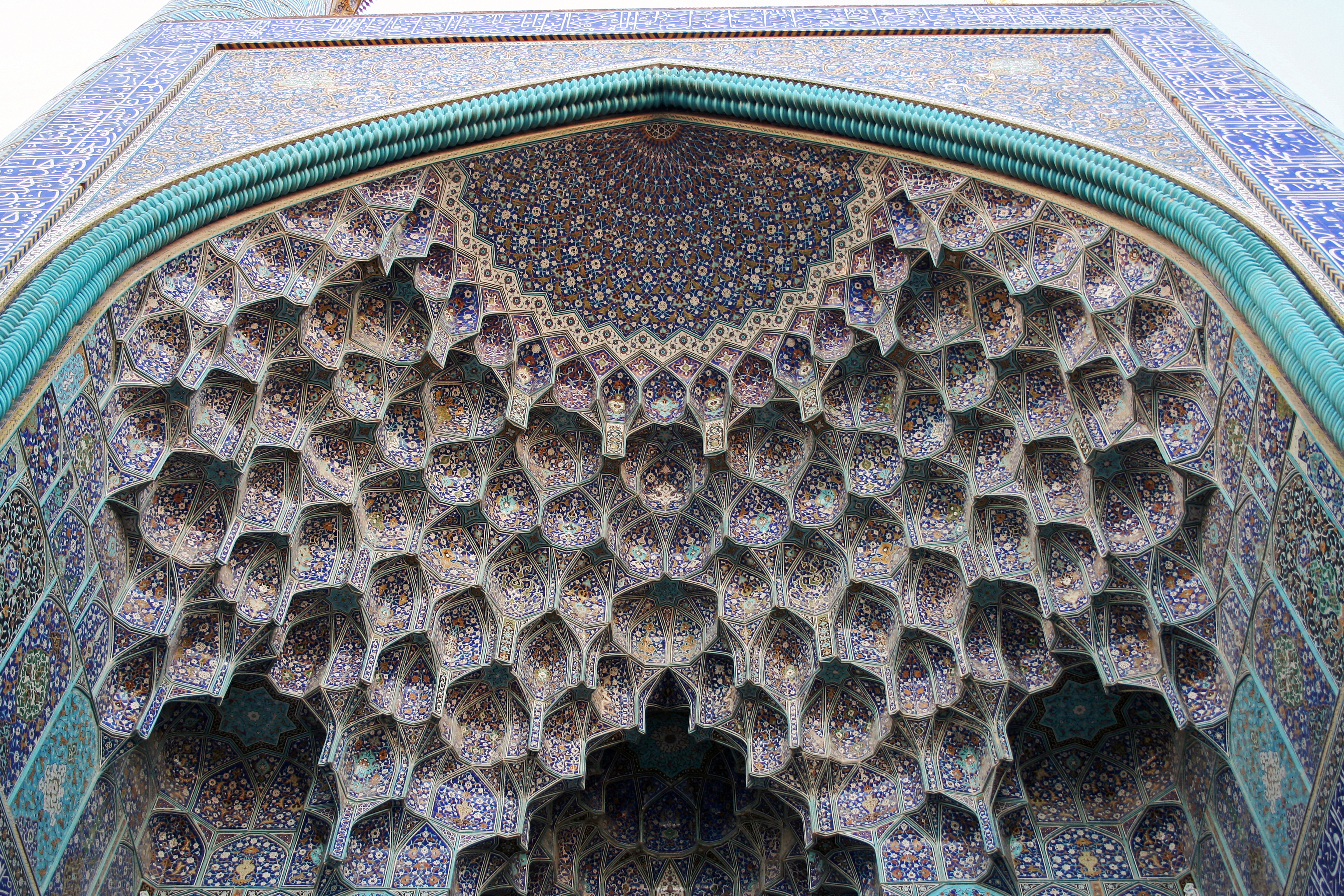
Muqarnas nella porta della Moschea Shah (Abbasi) di Isfahan, Isfahan

Nell'architettura sacra islamica, l'ornamento consiste principalmente in arabeschi e motivi geometrici. Le moschee non presentano elementi dinamici, ma mirano a una qualità di serenità e riposo. Allo stesso modo, gli elementi portanti non sono progettati lungo linee antropomorfe per presentare un'immagine di forza fisica; le cupole, ad esempio, spesso presentano Muqarnas che mascherano la transizione tra la cupola e i suoi supporti, creando l'impressione che i supporti, anziché sostenere la cupola, siano "congestionati" dal vuoto divino soprastante. 
Per molti anni, i religiosi wahhabiti si sono opposti alla creazione di un servizio televisivo in Arabia Saudita, ritenendo immorale la produzione di immagini di esseri umani. L'introduzione della televisione, nel 1965, offese alcuni sauditi, e uno dei nipoti di re Faisal, il principe Khalid ibn Musa'id ibn 'Abd al-'Aziz, fu ucciso in una sparatoria con la polizia, nell'agosto 1965, dopo che aveva condotto un assalto a una delle nuove emittenti televisive.

### Presente
A seconda di quale segmento delle società islamiche si faccia riferimento, l'applicazione dell'aniconismo è caratterizzata da differenze degne di nota. I fattori sono l'epoca considerata, il paese, l'orientamento religioso, l'intento politico, le credenze popolari, il beneficio privato o la dicotomia tra realtà e discorso. 
Oggi il concetto di un islam aniconico convive con una vita quotidiana inondata di immagini. Le emittenti televisive e i giornali (che presentano rappresentazioni ferme e commoventi di esseri viventi) hanno un impatto eccezionale sull'opinione pubblica, a volte, come nel caso di Al Jazeera, con portata globale, al di là del pubblico di lingua araba e musulmana. I ritratti di leader politici e religiosi sono onnipresenti su banconote e monete, in strade e uffici (ad esempio presidenti come Nasser e Mubarak, Arafat, al-Assad o Hezbollah, Nasrallah e Ayatollah Khomeini). Statue antropomorfe in luoghi pubblici si trovano nella maggior parte dei paesi musulmani (quelle di Saddam Hussein sono famigerate), così come scuole d'arte che addestrano scultori e pittori. Nella campagna egiziana, è di moda celebrare e pubblicizzare il ritorno dei pellegrini dalla Mecca sui muri delle loro case. 
Il movimento talebano in Afghanistan ha vietato la fotografia e distrutto manufatti non musulmani, in particolare sculture e statue come i Buddha di Bamiyan, generalmente tollerati da altri musulmani, per il fatto che i manufatti sono idolatrici o shirk. Tuttavia, a volte coloro che professano l'aniconismo praticano la rappresentazione figurativa (cfr. Ritratti di talebani dagli studi fotografici di Kandahar durante il loro divieto imposto alla fotografia). 
Per le comunità sciite, i ritratti delle figure più importanti della storia sciita sono elementi importanti della devozione religiosa. In Iran, i ritratti di Maometto e di Ali, stampati su pezzi di stoffa o tessuti nei tappeti, sono chiamati temsal ("somiglianze") e possono essere acquistati nei santuari e nelle strade, per essere appesi nelle case o portati con sé. In Pakistan, India e Bangladesh si possono trovare ritratti di Ali su camion decorati, autobus e risciò. Contrariamente alla tradizione sunnita, sulle tombe sciite è possibile collocare un'immagine fotografica del defunto. Una curiosità in Iran è una fotografia orientalista che dovrebbe rappresentare Maometto da ragazzo. Il Grand Ayatollah Sistani di Najaf in Iraq ha emesso una fatwā dichiarando la rappresentazione di Maometto, dei profeti e di altri personaggi santi, ammissibile se fatta con il massimo rispetto.

### Metodi di elusione

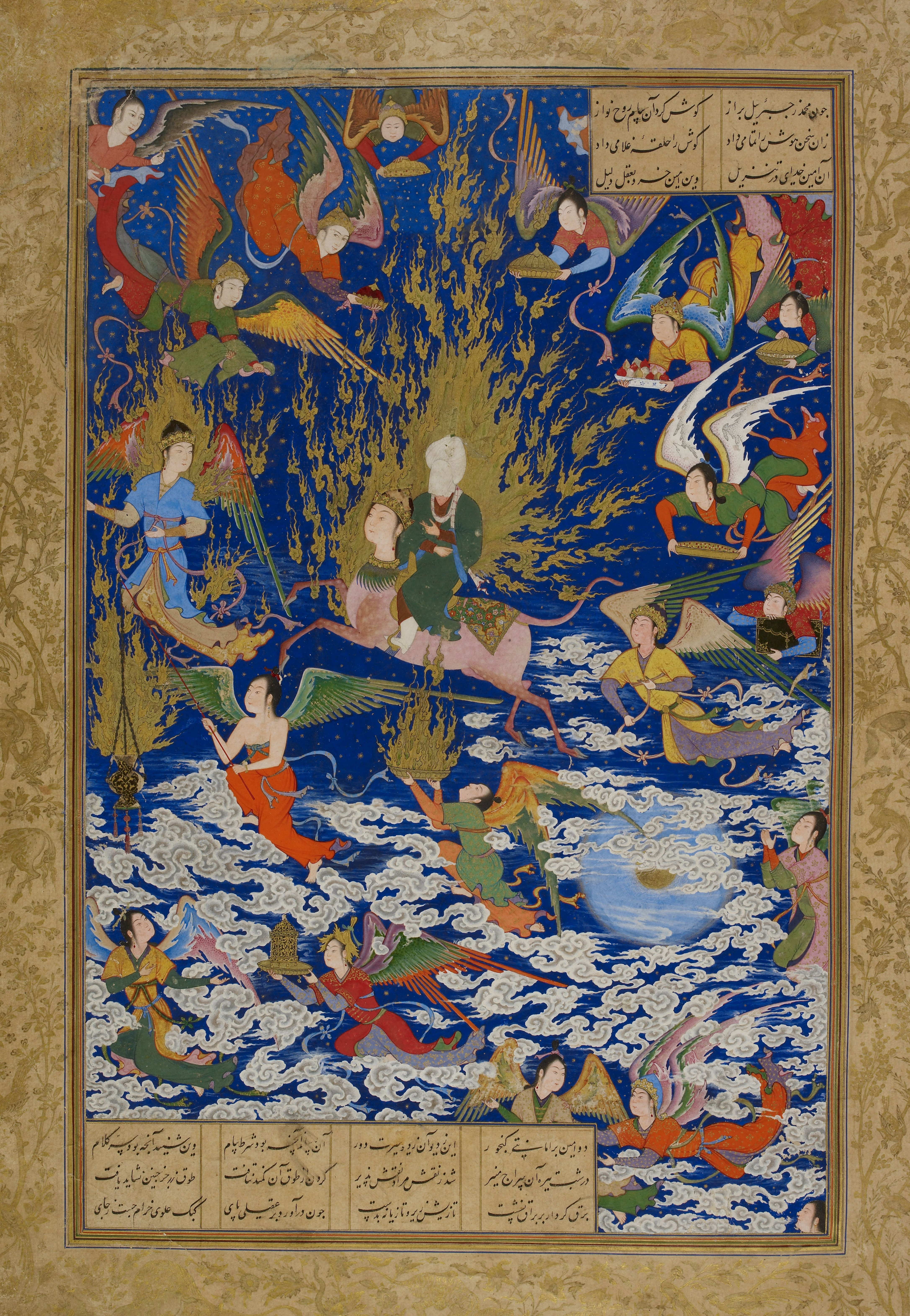
Miniatura persiana del XVI secolo, raffigurante Maometto, con il volto velato, che sale sul Buraq nei Cieli, un viaggio noto come Mi'raj.

Gli artisti musulmani medievali hanno trovato vari modi per rappresentare figure particolarmente sensibili come Maometto. A volte viene mostrato con un'aureola infuocata che nasconde il viso, la testa o l'intero corpo, e da circa il 1500 viene spesso mostrato con la faccia velata. I membri della sua famiglia e altri profeti possono essere trattati allo stesso modo. Più in generale, si può credere che, poiché Dio è assoluto, l'atto della rappresentazione è suo e non quello di un essere umano; e le miniature sono ovviamente rappresentazioni molto grossolane della realtà, quindi le due cose non possono essere confuse. A livello materiale, i profeti nei manoscritti possono avere la faccia coperta da un velo o tutti gli umani hanno un tratto disegnato sul collo, che simboleggia il taglio dell'anima e chiarisce il fatto che non è qualcosa di vivo e intriso di un'anima ad essere raffigurato: un difetto intenzionale nel rendere ciò che è raffigurato impossibile da vivere nella realtà (poiché la realtà è ancora spesso disapprovata o vietata, come le rappresentazioni dei personaggi dei fumetti, sebbene esistano eccezioni). La calligrafia, la più islamica delle arti nel mondo musulmano, ha anche il suo lato figurativo a causa dei calligrammi antropo e zoomorfi. Furono realizzati pochi ritratti e la capacità di creare ritratti riconoscibili era rara nell'arte islamica fino a quando la tradizione moghul ebbe inizio alla fine del XV secolo, sebbene sia nell'India moghul che nella Turchia ottomana i ritratti del sovrano divennero allora molto popolari negli ambienti di corte.

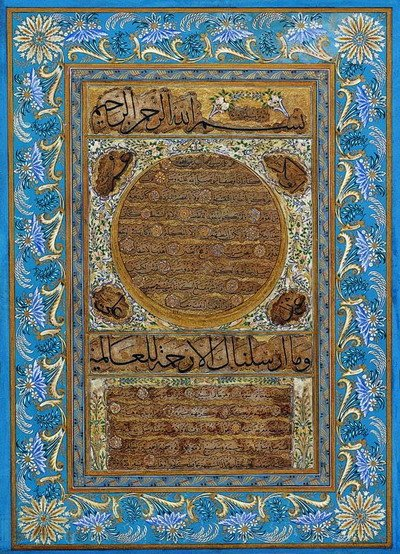
Un hilya o descrizione in calligrafia dell'aspetto di Maometto da parte del calligrafo ottomano Hâfiz Osman (morto nel 1698).

Le forme della calligrafia islamica si sono evolute, specialmente nel periodo ottomano, per adempiere a una funzione simile a quella dell'arte rappresentativa mediante la rappresentazione calligrafica, generalmente su carta con cornici elaborate di miniatura ottomana. Queste comprendono il nome di Maometto, l'hilya, o la descrizione del suo aspetto fisico, trattamenti simili di uno o più nomi di Dio nell'Islam e il tughra, una versione calligrafica del nome di un sultano ottomano.

## Cause

### Hadith ed esempi di esegesi
All'inizio, l'aniconismo nell'Islam era inteso come una misura contro l'idolatria, in particolare contro le statue venerate dai pagani. 
Per dimostrare la superiorità della fede monoteista, Maometto distrusse gli idoli alla Kaaba. Rimosse anche dipinti blasfemi per l'Islam, proteggendo gli altri (le immagini di Maria e Gesù) all'interno dell'edificio.
Sebbene i pagani ai tempi di Maometto adorassero anche alberi e pietre, Maometto si oppose solo alle immagini di esseri animati - umani e animali -, come riportato dagli hadith. Successivamente, l'ornamento geometrico divenne una forma d'arte sofisticata nell'Islam.
Maometto avvertì i suoi seguaci di morire tra le persone che avevano costruito luoghi di culto nelle tombe e vi avevano messo delle immagini (ad esempio i Cristiani).
Maometto chiarì che agli angeli non piacciono le immagini.
D'altra parte, ci sono hadith che affermano che Maometto permise il possesso di bambole sia alla moglie che alla figlia nella loro casa.

## Confronto con ebraismo e cristianesimo
L'ebraismo, che è legato all'Islam come fede monoteistica di Adamo, Abramo, Mosè e altri profeti, ha un divieto paragonabile che assume la forma di divieto per qualsiasi idolo o qualsiasi rappresentazione artistica di Dio. La terza delle tre religioni correlate, il cristianesimo, praticava attivamente l'aniconismo nella chiesa paleocristiana, nell'iconoclastia bizantina dell'VIII secolo e in seguito alla Riforma protestante, quando, il Calvinismo in particolare, rifiutava tutte le immagini nelle chiese. Ma ha generalmente avuto una tradizione attiva nel creare e venerare immagini di Dio e di altre figure religiose, e il movimento dell'iconoclastia non è mai stato supportato dal papato romano.

### Generale
- Jack Goody, Representations and Contradictions: Ambivalence Towards Images, Theatre, Fiction, Relics and Sexuality, London, Blackwell Publishers, 1997. ISBN 0-631-20526-8.

### Islam
- (EN)  Oleg Grabar, "Postscriptum", The Formation of Islamic Art, Yale University, 1987 (p209). ISBN 0-300-03969-7
- (EN) Terry Allen, Aniconism and Figural Representation in Islamic Art, Five Essays on Islamic Art, Solipsist, 1988, ISBN 0-944940-00-5.
- (FR)  Gilbert Beaugé & Jean-François Clément, L'image dans le monde arabe [The image in the Arab world], Paris, CNRS Éditions, 1995, ISBN 2-271-05305-6
- (DE)  Rudi Paret, Das islamische Bilderverbot und die Schia [The Islamic prohibition of images and the Shi'a], Erwin Gräf (a cura di), Leiden, Festschrift Werner Caskel, 1968, pp. 224–232.